# Brasema chapadae
Brasema chapadae är en stekelart som först beskrevs av William Harris Ashmead 1904.  Brasema chapadae ingår i släktet Brasema och familjen hoppglanssteklar. Inga underarter finns listade.